# Schmidt-Cassegrain-teleskop

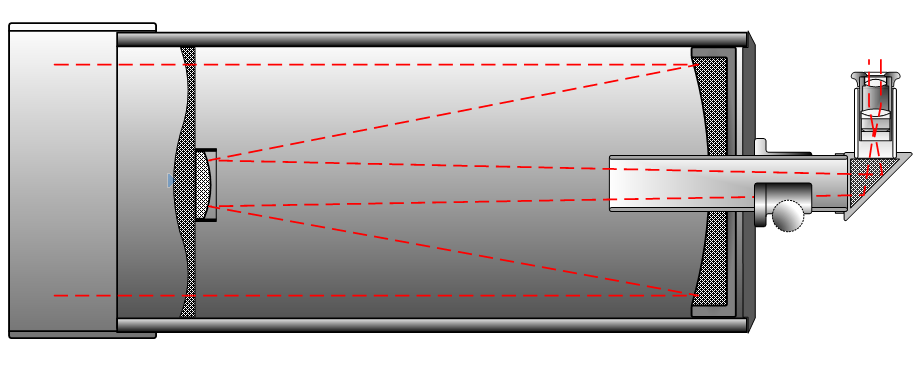
Ljusets väg i ett teleskop av modell Schmidt-Cassegrain.

Schmidt-Cassegrain är en speciell typ av teleskop. Det kombinerar en reflekterad optisk väg med en korrektionsplatta, vilket ger ett kompakt astronomiskt verktyg. Modellen är mycket populär inom amatörastronomin på grund av dess låga pris och begränsade storlek i förhållande till kvaliteten på bilderna.

## Historia
Teleskopen av typ Schmidt-Cassegrain är en uppfinning baserad på Bernhard Schmidts Schmidtkamera. En tidig version fick patent 1946 av fysikern Roger Hayward. Precis som i Schmidtkameran använder teleskopet en sfärisk primärspegel och en Schmidt-korrektionsplatta för att motverka sfärisk aberration. Från Cassegrain har den ärvt den konvexa sekundärspegeln, perforerad primärspegel och ett slutligt fokalplan bakom primärspegeln.